# Jaana Savolainen
Jaana Maarit Savolainen (Lappeenranta, 23 gennaio 1964) è un'ex fondista finlandese.

## Biografia
In Coppa del Mondo ottenne il primo risultato di rilievo il 17 marzo 1984 a Štrbské Pleso (7ª), il primo podio il 7 dicembre 1985 a Labrador City (3ª) e la prima vittoria il 15 marzo 1986 a Oslo.
In carriera prese parte a due edizioni dei Giochi olimpici invernali, Calgary 1988 (28ª nella 20 km, 3ª nella staffetta) e Albertville 1992 (26ª nella 5 km, 28ª nella 30 km, 18ª nell'inseguimento, 4ª nella staffetta), e a tre dei Campionati mondiali, vincendo una medaglia.

## Palmarès

### Olimpiadi
- 1 medaglia:
  - 1 bronzo (staffetta[1] a Calgary 1988)

### Mondiali
- 1 medaglia:
  - 1 oro (staffetta[1] a Lahti 1989)

### Coppa del Mondo
- Miglior piazzamento in classifica generale: 8ª nel 1986
- 4 podi (tutti individuali[2])[3]:
  - 2 vittorie
  - 1 secondo posto
  - 1 terzo posto

#### Coppa del Mondo - vittorie
| Data            | Località       | Nazione     | Spec.    |
| --------------- | -------------- | ----------- | -------- |
| 15 marzo 1986   | Oslo           | Norvegia    | 10 km TL |
| 9 dicembre 1989 | Salt Lake City | Stati Uniti | 5 km TC  |

Legenda:

TL = tecnica libera

TC = tecnica classica